# Забрех
Забрех (чеш. Zábřeh) град је у Чешкој Републици, у оквиру историјске покрајине Моравске. Забрех је град је у оквиру Оломоучког краја, где припада округу Шумперк.

## Географија
Забрех се налази у источном делу Чешке републике. Град је лежи 220 км источно од главног града Прага и 45 км северно од крајског седишта, града Оломоуца.
Град Забрех је смештен у северозападном делу историјске покрајине Моравске. Надморска висина града је око 280 метара, а подручје око града је долинско, уз реку Моравску Сазаву.

## Историја
Подручје Забреха било је насељено још у доба праисторије. Насеље се под данашњим називом први пут у писаним документима спомиње у 1254. године као словенско насеље. Насеље је добило градска права 1442. године.
Године 1919. Забрех је постао део новоосноване Чехословачке. 1938. године Забрех је, као насеље са немачком већином, у склопу Судетских области отцепљен од Чехословачке и припојен Трећем рајху. После Другог светског рата локални Немци су присилно исељени у Немачку. У време комунизма град је нагло индустријализован. После осамостаљења Чешке дошло је до опадања активности тешке индустрије и до проблема са преструктурирањем привреде.

## Становништво
Забрех данас има око 14.000 становника и последњих година број становника у граду стагнира. Поред Чеха у граду живе и Роми.

## Галерија
- Градска римокатоличка Црква св. Вартоломеја
- Забрешки замак
- Богородичин стуб на главном тргу

## Партнерски градови
- Оксенфурт